# Maria Bouroncle
Maria Bouroncle, född 1965, är en svensk författare.
Bouroncle debuterade år 2018 med Det kom för mig i en hast: historien om barnamörderskan Ingeborg Andersson, som är en släkthistoria om författarens mormors syster, som påsken 1929 dränkte sina tre barn.
Debutboken har översatts till flera språk och används sedan 2022 i litteraturundervisningen på University of California i Los Angeles (UCLA). Boken har också filmatiserats och The child murderess of Vesene vann 2021 pris som bästa kortdokumentär på London Independent Film Festival.
Uppföljaren, den verklighetsbaserade romanen Flickan med en lapp om halsen: historien om ett finskt krigsbarn berättar om Hilja, som år 1944 kom till den västgötska byn Vesene. Det är samma ort som barnamorden skedde i.
Här utspelar sig också trilogins tredje bok Drömmen om Chicago: historien om en ung emigrant som handlar om fastern till de döda barnen som utvandrar till Chicago 1921.
Före sin författardebut bodde Maria Bouroncle utomlands i 25 år och arbetade bland annat som ekonom på FN:s utvecklingsprogram och Interamerikanska utvecklingsbanken (IDB).
För Författarcentrum är hon sedan 2022 projektledare för det internationella projektet Läsning utan gränser, vars syfte är att stimulera barns läsning i Sydkorea, Uruguay och Västsverige. Våren 2024 var hon gästförfattare på University of Minnesota.
Maria Bouroncle fick 2023 stipendium av Tore G. Wärenstams stiftelse och våren 2022 erhöll hon Folke Tengelands kulturstipendium för att ha bidragit till att fördjupa och bredda kunskapen om Västergötlands rika hembygdskultur.